# Собор Святого Йосипа (Ханой)
Собор Святого Йосипа (в'єт. Nhà thờ Lớn Hà Nội, Nhà thờ Chính tòa Thánh Giuse; фр. Cathédrale Saint-Joseph) — церква на вулиці Nha Chung (в'єт. - Церква) в районі Хоан Кіем, Ханой, В'єтнам. Це церква готичного відродження кінця XIX століття (неоготичний стиль), яка служить собором Римсько-католицької архієпархії Ханоя. Собор названий на честь Йосипа, покровителя В'єтнаму.
Будівництво розпочалося в 1886 році, архітектурний стиль нагадує Собор Паризької Богоматері. Церква була однією з перших споруд, побудованих французьким колоніальним урядом в Індокитаї. Відкриття відбулось в грудні 1886 року. Це найстаріша церква в Ханої.
Собор проводить месу кілька разів на день. На недільну вечірню месу о 18:00 великі натовпи збираються на вулиці. Молитви транслюються через колонки, а католики, які не можуть увійти до собору, збираються на вулиці та слухають їх.

## Географія
Собор розташований на захід від озера Хоан Кіем на невеликій площі в Старому кварталі. Поруч є ресторани та невеликі житлові будинки. Розташований у центрі вулиці Nha Tho (в'єт. - Церква) і на розі Pho Nha Chung собор, який також є штаб-квартирою Архієпархії В'єтнаму, контролює 480 церков і каплиць, а також 113 парафій і обслуговує 400 000 католиків. Головні ворота до собору відкриваються під час меси, а в інший час вхід здійснюється лише через бічні двері у стіні єпархії.

## Історія
У 1872 році французи під керівництвом Жана Дюпює захопили Ханойську цитадель, перед тим, як Френсіс Гарньє завоював решту міста. Минуло десятиліття, перш ніж колоністи повністю контролювали Ханой через повстання партизанів. Будівництво собору, найімовірніше, розпочалося після придушення повтання, і воно було завершено в грудні 1886 р. за рік до того, як була створена федерація французького Індокитаю як частина його колоніальної імперії. Він був побудований французьким місіонером та апостольським вікарієм Західного Тонкіна Полом-Франсуа Пугіньє, який отримав дозвіл від тодішньої колоніальної французької адміністрації. Він був побудований на занедбаному місці пагоди Бао Тьєн.  Для полегшення будівництва церкви були розчищені руїни пагоди, яка була побудована коли місто було засноване династією Лі в XI столітті. В 1542 р. пагода зруйнувалась і не підлягала ремонту. Собор був освячений 24 грудня 1886 р.
Після того, як 1954 року В'єтмінь взяв під свій контроль Північний В'єтнам згідно Женевських угод, католицька церква зазнала десятиліть переслідувань. Священників арештовували, церковне майно вилучали та експропріювали. Собор св. Йосифа не пошкодували, і він був закритий до Святвечора 1990 року, коли там було дозволено знову відправляти месу. У 2008 році на ділянці біля собору відбулися акції протесту, пов’язані з релігійною символікою.

## Архітектура

### Зовнішній вигляд
Собор збудований кам'яними плитами та цеглою з бетонним облицюванням. Фасад складається з двох веж квадратної форми, які піднімаються на висоту 31 метр та оснащені п’ятьма дзвонами. Собор був побудований у стилі готичного відродження (неоготики). Дзвіниці-близнюки часто порівнювали з дзвіницями Паризької Богоматері; архітектори собору прагнули наслідувати його паризький аналог. Зовнішні стіни церкви зроблені із гранітних кам'яних плит. З роками зовнішність собору сильно зносилася через сильне забруднення.

### Інтер'єр
Вікна оснащені високим вітражем і мають загострені арки. Вітражі собору виготовляли у Франції перед транспортуванням до В'єтнаму. Стеля ребриста, як у середньовічній Європі. Статуя Діви Марії зберігається у паланку згідно місцевого звичаю, який видно зліва від нефу.